# Erik Arup
Erik Ipsen Arup, född 22 november 1876 i Slangerup, död 23 september 1951 i Köpenhamn, var en dansk historiker.
Arup påbörjade sina studier vid Köpenhamns universitet 1894, ursprungligen med syftet att läsa teologi. Han kom istället att bli elev till Kristian Erslev som i sin tur hade varit elev till Casper Paludan-Müller, båda betydelsefulla historiker som utvecklat källkritiken i dansk historieforskning. Efter doktorsexamen 1907 blev Arup arkivarie i utrikesdepartementet 1909, departementschef i konseljpresidiet och statsrådsekreterare 1914. 1916 återkom han till Köpenhamns universitet som professor i historia och Erslevs efterträdare.

## Forskning och författarskap
Redan i Den finansielle Side af Erhvervelsen af Hertugdömmerne 1460-87 (1902-04) framträdde Arups intresse för ekonomisk historia. Han till såväl omfång som anläggning ovanliga doktorsavhandling Studier i engelsk og tysk Handelshistorie 1350-1850 (1907) undersöker kommissionshandelns betydelse och utmärker sig för ett stort intresse för praktiskt verksamhet, ingående kunskap om handelns former och förmåga att överblicka ett stort material.
Arups undersökningar över ledningen i Danmark var ett förarbete till den av Arup sedan länge planerade Danmarks Historie, vars första band, omfattande tiden till 1282, utkom 1925. Ett andra band, omfattande tiden 1282-1625, utkom 1933, och ett tredje påbörjat band omfattande tiden 1625-cirka 1720 utgavs postumt 1955 av Aksel E. Christensen. Arup strävade i detta verk efter att skildra Danmark historia med särskild vikt lagd vid jordbruk och fredligt arbete.
Den äldre, huvudsakligen på Saxo Grammaticus byggda uppfattningen om Danmarks historia övergavs i och med Arup.